# Agabus lobonyx
Agabus lobonyx är en skalbaggsart som beskrevs av Guignot 1952. Agabus lobonyx ingår i släktet Agabus och familjen dykare. Inga underarter finns listade i Catalogue of Life.